# Escape the Fate (album)
| Recensione      | Giudizio |
| --------------- | -------- |
| AllMusic        |          |
| Ultimate Guitar | 7.2/10   |

Escape the Fate è il terzo album in studio del gruppo musicale statunitense omonimo, pubblicato nel 2010.

## Descrizione
L'album è il primo ad essere stato pubblicato con la Interscope Records, ma Craig Mabbitt ha affermato di non aver avuto alcun problema con la Epitaph. La scelta sarebbe stata guidata dalla volontà del gruppo di poter far conoscere la propria musica a un pubblico più vasto.

## Tracce
Testi di Escape the Fate, eccetto dove indicato, musiche di Escape the Fate e Michael Money.
1. Choose Your Fate – 1:40
2. Massacre – 4:15
3. Issues – 2:41
4. Zombie Dance – 3:17 (testo: Jay Gordon, Escape the Fate)
5. Gorgeous Nightmare – 3:16
6. City of Sin – 2:42 (testo: Jay Gordon, Escape the Fate)
7. Day of Reckoning – 3:14
8. Lost In Darkness – 3:41
9. Prepare Your Weapon – 4:40
10. World Around Me – 5:08 (testo: Jay Gordon, Escape the Fate)
11. The Aftermath (The Guillotine Part III) – 5:34

Tracce bonus nell'edizione deluxe
1. Liars and Monsters – 3:22 (testo: John 5, Escape the Fate)
2. The Final Blow – 3:21
3. Issues (Ruxpin Remix) – 5:24

Traccia bonus nell'edizione deluxe britannica
1. Issues (Does It Offend You, Yeah? remix) – 3:50

## Formazione

### Gruppo
- Craig Mabbitt – voce
- Bryan Money – chitarra, tastiere, cori
- Max Green – basso
- Robert Ortiz – batteria, percussioni

### Altri musicisti
- Leila Rose Frosinos-Mabbitt – voce (Massacre, Zombie Dance)
- Bart Hendrickson – programmazione

### Produzione
- Don Gilmore – produzione
- Mark Kiezula – ingegneria del suono
- Chris Lord-Alge – missaggio
- Andrew Schubert – missaggio
- Brad Townsend – missaggio
- Ted Jensen – mastering

## Successo commerciale
È l'album di maggior successo del gruppo, essendo sbarcato in molte classifiche e in posizioni di punta. Al 15 gennaio 2011, contava 50 379 copie vendute solo negli Stati Uniti.

## Classifiche
| Classifica (2010)         | Posizione massima |
| ------------------------- | ----------------- |
| Australia                 | 58                |
| Stati Uniti               | 25                |
| Stati Uniti (alternative) | 3                 |
| Stati Uniti (digital)     | 18                |
| Stati Uniti (hard rock)   | 1                 |
| Stati Uniti (independent) | 3                 |
| Stati Uniti (rock)        | 4                 |
| Stati Uniti (sales)       | 25                |
| Stati Uniti (tastemaker)  | 1                 |